# بالاواتگودا
بالاواتگودا (به لاتین: Balawatgoda) یک منطقهٔ مسکونی در سری‌لانکا است که در استان مرکزی (سری‌لانکا) واقع شده‌است.